# Sternostenoides
Sternostenoides is een geslacht van kevers uit de familie bladkevers (Chrysomelidae).
De wetenschappelijke naam van het geslacht werd in 1947 gepubliceerd door Francisco de Asis Monrós & Viana.

## Soorten
- Sternostenoides daguerrei Monrós & Viana, 1947